# Юлій Клавдій Цивіліс
Юлій Клавдій Цивіліс (лат. Claudius Julius Civilis) — вождь союзного римлянам німецького племені батавів, префект когорти допоміжних військ. Очолив Батавське повстання проти Риму.

## Життєпис
Юлій Клавдій Цивіліс походив з германського племені батавів. Славився своєю хоробрістю, розумом, освіченістю й досвідченістю не лише серед батавів і галів, але й серед римлян. За особисту неприязнь й ненависть до Риму його порівнюють з Ганібалом. За те, що Цивіліс самовільно полишив поле бою при Нероні, був звинувачений в державній зраді і ув'язнений. Після смерті останнього він очолив гало-германські племена, що бунтували й відокремились від Риму. Після придушення повстання в 72 р. його доля невідома.

## Повстання Цивіліса
Головними причинами повстання гало-германських племен були: високі податки та рекрутська повинність. У 69 р н. е. почалися масові погроми крамниць і жител римських купців, що знаходились по всій країні. Мали місце й масові руйнування римських оборонних споруд й фортець, розгроми римських військових формувань, застав. Повстання супроводжувалось підпалами. Повстання розгорілося на території майже всієї Германії й Галлії, тривало більше двох років (69 — 71 рр. н. е.)
Клавдій Цивіліс показав себе, як блискучого стратега й організатора військових дій. Відомо, що до повстання примикали деякі римські легіонери. До сил на боці Цивіліса перейшли чотири римські легіони (не рахуючи решти повсталих гало-германців). Метою Цивіліса було: звільнення від римського панування й утворення власної незалежної гало-германської імперії. та Юлій Клавдій не зміг дійти своєї мети, адже в основному повстання підтримали невдоволені нижчі прошарки населення, а заможні гало-германці боялись народних рухів й переходили на бік римлян. Саме цей розкол й привів до поразки. Імператор Веспасіан вислав на придушення повстання найкращі сили Італії під орудою Петилія Цереаліса. Цивіліс випросив в Риму право перейти до германців. Повстання було цілковито придушено.

## Значення в історії
Хоча й в результаті повстання племена батавів звільнилися від сплати податків, та не від римського панування. Після цього заколоту правління стало обережнішим в своїй політиці щодо колоній й воїнів з провінцій, що перебували на службі в армії. Відтепер високі чини в германських й галльських когортах могли займати лише італійські офіцери, а всі германські загони проходили військову службу за межами своєї батьківщини. Цим римляни зменшили можливість утворення нових племінних союзів й повстань.